# Saïd Bouamama
Pour les articles homonymes, voir Bouamama.
Saïd Bouamama, né le 20 mars 1958 à Roubaix, est un sociologue et un militant associatif et politique de nationalité algérienne résidant en France.

## Biographie
Sociologue et socioéconomiste, Saïd Bouamama était jusqu'en 2018 chargé de recherche et formateur de travailleurs sociaux au sein de l'association Intervention Formation Action Recherche (IFAR) de Mons-en-Barœul, en lien avec l'école d'éducateurs spécialisés EES Lille.
Il a été cofondateur avec Yvon Fotia, Jessy Cormont et Marion Dalibert de P.H.A.R.E. (Praxis Histoire Action-Recherche Éducation Populaire pour l’Égalité) pour l’Égalité, un organisme d'intervention sociologique. Il est maintenant à la retraite.

## Approche sociologique
Saïd Bouamama développe une sociologie des dominations prenant pour objets les questions liées aux quartiers populaires et ouvriers, à l'immigration et la place des personnes issues de l'immigration dans la société française, les jeunesses et la citoyenneté, les différentes formes et expressions des discriminations de sexe, de « race » et de classe, etc.
Il a publié plusieurs ouvrages et a contribué à de nombreuses publications collectives telles que le Dictionnaire des inégalités ou Culture coloniale.
Depuis 2015, Bouamama coanime un projet de recherche sur l'extrémisme, qui aboutit à l'organisation, en juillet 2019 à Bobigny, d'un colloque international intitulé « Mécaniques de l'« extrémisme violent » : leçons d'une expérience et d'une logique comparative ». Du fait de la présence « du sociologue controversé Said Bouamama », les représentants de l'État décident de ne pas participer au colloque. Son intervention, prévue lors de ce colloque, est annulée à la suite de pressions émanant du ministère de l'Intérieur. Il est ensuite soutenu par une tribune de « 130 personnalités » publiée dans Mediapart.

## Prises de positions et engagements politiques
Saïd Bouamama est impliqué à la fois dans des luttes syndicales et ouvrières et dans des luttes liées à l'immigration et contre le racisme ; il est affilié à la CGT, un des porte-parole du Comité de soutien aux sans-papiers de Lille, et membre de la Coordination communiste[source insuffisante].
Il a participé à différentes « luttes de l'immigration » et « luttes ouvrières », dès les années 1970[Quand ?], et a milité depuis le début de son engagement pour un « mouvement autonome de l'immigration ».
Il a aussi participé à la Marche pour l'égalité et contre le racisme en 1983 et aux mouvements similaires dans les années qui suivent (« Convergence 1984 », « Divergence 1985 ») requalifiés en « Marche des Beurs », terme qu'il récuse au fil de ses travaux, tout comme Abdelmalek Sayad avant lui.
Philippe Bernard, journaliste au Monde, le présente comme un « sociologue d'extrême gauche antinationaliste et militant d'un nouveau rapport aux « différences » ».
Il est aussi présenté en 2005 par le journal Libération comme un soutien de l'humoriste Dieudonné.
Il est parmi les fondateurs et animateur du Front uni des immigrations et des quartiers populaires (FUIQP) créé en 2012 à la suite de deux rassemblements nationaux : le Forum social des quartiers populaires et les Rencontres nationales des luttes de l'immigration.
Il a collaboré avec des associations de lutte contre les effets de la prostitution, comme l'Amicale du Nid, avec des féministes telles que Christine Delphy, avec laquelle il a signé un appel collectif pour des « statistiques sur les discriminations racistes ».
Il s'engage aussi à plusieurs reprises pour la libération de Georges Ibrahim Abdallah.
Il collabore depuis quelques années au magazine web Investig’Action, collectif fondé par Michel Collon en 2004.

### Indigènes de la République
En 2005, il fait partie des auteurs et signataires de l'appel « Nous sommes les indigènes de la République » qui débouche sur la création du mouvement des Indigènes de la République. Il est membre cofondateur du MIR (Mouvement des Indigènes de la République) en 2006. Si en 2019, Ariane Bonzon, affirme qu'il est un ancien membre du parti des Indigènes créé en 2008, il n'en a jamais été membre pour des divergences d'analyse sur d'une part, les liens entre racisme/immigration et classes sociales et d'autre part sur la question des alliances.

## Affaire judiciaire

### Plainte de l'AGRIF
À la suite d'une plainte de l'Alliance générale contre le racisme et pour le respect de l'identité française et chrétienne (AGRIF), Saïd Bouamama et Saïdou (Saïd Zouggagh de son vrai nom) du groupe de rap Zone d'expression populaire, sont mis en examen en octobre 2012 pour « injures publiques envers une personne ou un groupe de personnes en raison de leur origine ou de leur appartenance à une ethnie, une race ou une religion » pour avoir coécrit en 2010 le livre-CD Nique la France – Devoir d’insolence.
Le 19 mars 2015, la 17e chambre du tribunal correctionnel de Paris les relaxe. Elle considère que les « Français blancs dits de souche » ne constituent pas un « groupe de personnes ». L'AGRIF fait appel au civil, seule, le parquet acceptant la décision du tribunal.
La cour d'appel de Paris la déboute le 9 décembre 2015, puis le 28 février 2017, la Cour de cassation rejette son pourvoi en ce qui concerne Saïd Bouamama qui est donc mis définitivement hors de cause. Saïd Zouggagh est lui renvoyé devant la cour d'appel de Lyon qui le 12 janvier 2018, le condamne à une peine d'un euro symbolique et 3 000 euros de dédommagement à l'AGRIF. Cet arrêt de la cour d'appel de Lyon est finalement cassé sans renvoi le 11 décembre 2018 par la Cour de cassation qui déboute définitivement l'Agrif,,.

## Publications
- Vers une nouvelle citoyenneté. Crise de la pensée laïque, Lille, La Boîte de Pandore, 1991
- La Citoyenneté dans tous ses états, de l’immigration à la nouvelle citoyenneté, avec Albano Cordeiro et Michel Roux, Paris, L’Harmattan, 1992
- De la galère à la citoyenneté. Les jeunes, la cité, la société, Paris, Desclée de Brouwer, 1993
- Dix ans de marche des beurs, chronique d’un mouvement avorté, Paris, Desclée de Brouwer, 1994
- Contribution à la mémoire des banlieues, Paris, Édition du Volga, 1994
- Famille maghrébines de France, 1996, co-écrit avec Hadjila Sad Saoud
- J’y suis, j’y vote. La lutte pour les droits politiques aux résidents étrangers, Paris, Esprit Frappeur, 2000
- Algérie, les racines de l’intégrisme, Bruxelles, EPO, 2000
- L’Affaire du foulard islamique : production d’un racisme respectable, Roubaix, Le Geai bleu, 2004
- Les Clients de la prostitution, l’enquête, avec Claudine Legardinier, Paris, Presses de la Renaissance, 2006
- Les Centres sociaux à l’épreuve de l’égalité. « Mémoire d’une expérience de lutte contre les discriminations racistes », Saïd Bouamama (dir.), Jessy Cormont, Yvon Fotia et Olivier Gaignard, IFAR, Lille, Fédération des CS du Nord, 2007
- L’Accès au droit des étrangers dans le département du Nord, analyse et préconisation, Saïd Bouamama (dir.), Jessy Cormont, Yvon Fotia, Olivier Gaignard, et Mickaël Plumecoq, Lille, IFAR, Comité départemental de l’accès au droit du Nord et le tribunal de grande instance de Lille et l'ACSÉ Nord-Pas-de-Calais, 2007
- Prostitution et Mondialisation. Mondialisation des origines, hétérogénéité des parcours et processus identitaires, Saïd Bouamama (dir.), Jessy Cormont, et Yvon Fotia, IFAR, Amicale du Nid, Altair, RAIH, Paris, Amicale du Nid, 2007
- L’Éducation populaire à l’épreuve de la jeunesse, Saïd Bouamama, Jessy Cormont et Yvon Fotia, FRMJC NPC, IFAR, Lille, Le Geai Bleu, 2008
- La France. Autopsie d’un mythe national, Paris, Larousse, coll. « Philosopher », 2008
- La République à l'école des sans papiers. Trajectoires et devenir des sans-papiers régularisés, Saïd Bouamama (dir.), Violaine Bouyer, Fatiha Chalali, Jessy Cormont, Adrame Diagne, Yvon Fotia, Dominique Lambert-Tilmont, Eva Lumanisha, Roseline Sestacq, Béatrice Thellier, pour le Comité des sans-papiers du Nord (CSP 59), Immigration et Droits des Migrants (IDM), et le Collectif Afrique (CA), Paris, L’Harmattan, 2008
- Du bled aux corons, un rêve trahi. Logement et mineurs marocains du Nord-Pas-de-Calais, Saïd Bouamama et Jessy Cormont, Dechy, Association des mineurs marocains du Nord-Pas-de-Calais, 2008
- Lutter contre les discriminations liées à l’origine. Une boîte à agir pour les centres sociaux, Saïd Bouamama et Jessy Cormont, Lille, IFAR, UR Centre sociaux NPdC, ACSE, juin 2009
- Les Classes et quartiers populaires. Paupérisation, ethnicisation et discrimination, Paris, Éditions du Cygne, Collection recto-verso, 2009
- Nique la France. Devoir d’insolence, avec ZEP, Textes du livre-album de ZEP (Zone d’Expression Populaire), Roubaix, Darna Éditions, juin 2010
- Les Discriminations multifactorielles, genre/« race »/classe. Repères pour comprendre et agir, Saïd Bouamama, Jessy Cormont et Yvon Fotia, Paris, Acsé, juin 2010
- Les Luttes du comité des sans-papiers 59 : analyse de sa littérature militante. Tome 1 : 1996-2000, Saïd Bouamama (dir.) et Laurène Bricout, Jessy Cormont, Adramé Diagne, Yvon Fotia, Saïd Kebouchi, Dominique Lambert, Eva Lumanisha, Nadia Malmi, Rabah Moussouni, Vincent Musungu, Armand Nwatshock, Albert Nyanguile, Jacques Tetka, Béatrice Thellier, Brigitte Vandeweghe, Élodie Vandeweghe, le CSP 59, IDM, le Collectif Afrique, Darna Édition, Roubaix, 2010
- « Les quartiers populaires de type grand ensemble : des gentils “beurs” à la méchante “racaille” », dans Culture et Société, no 15, Banlieue, quartier, ghetto, zone, cité…, juillet 2010
- Histoire de l’Association des mineurs marocains du Nord-Pas-de-Calais. De la tête baissée à la conquête de la dignité, Saïd Bouamama et Jessy Cormont, Dechy, Association des mineurs marocains du Nord-Pas-de-Calais (A.M.M.N.), 2010
- Les Discriminations racistes : une arme de division massive, préface de Christine Delphy, Paris, L'Harmattan, 2010
- Les Luttes du comité des sans papiers 59 : analyse de sa littérature militante. Tome 2 : 2001-2005, Saïd Bouamama (dir.), Laurène Bricout, Jessy Cormont, Yvon Fotia, Saïd Kebouchi, Dominique Lambert, Eva Lumanisha, Nadia Malmi, Rabah Moussouni, Armand Nwatshock, Béatrice Thellier, Brigitte Vandeweghe, Élodie Vandeweghe, le CSP 59, IDM, le Collectif Afrique, Darna Édition, Roubaix, 2011
- Dictionnaire des dominations de sexe, de race, de classe, Collectif Manouchian : Saïd Bouamama, Jessy Cormont, Yvon Fotia, Édition Syllepse, 2012
- Femmes des quartiers populaires, en résistance contre les discriminations, des femmes de Blanc-Mesnil avec Saïd Bouamama & Zouina Meddour, Le Temps des Cerises, 2013
- Figures de la révolution africaine. De Kenyatta à Sankara, La Découverte, 2014,  (ISBN 2707194077)
- La Tricontinentale. Les peuples du tiers-monde à l'assaut du ciel, CETIM et Syllepse, 2016
- Urgence antiraciste -Pour une démocratie inclusive-, Le Croquant, 2017, coordination de Martine Boudet, préface d'Aminata Traoré. Avec Nils Andersson, Adda Bekkouche, Farid Bennaï, Monique Crinon, Christian Delarue, Bernard Dreano, Mireille Fanon-Mendés France, Patrick Farbiaz, Augustin Grosdoy, Gilles Manceron, Gus Massiah, Paul Mensah, Evelyne Perrin, Alice Picard, Louis-Georges Tin.
- Le Manuel Stratėgique de l’Afrique (tomes 1 et 2), Investig’Action, 2018
- La Gauche et la Guerre, Investig'Action, Michel Collon et Saïd Bouamama, Bruxelles, 2019  (ISBN 978-2-930827-61-2)
- L'affaire Georges Ibrahim Abdallah, Said Bouamama, Toulouse, 2021, Editions Premiers Matins de Novembre
- Manuel sur l’Immigration. Les déracinés du capital, Saïd Bouamama  Éditeur Investig’Action novembre 2021   (ISBN 978-2930827858)
- Manuel stratégique de la Palestine et du Moyen-Orient, Saïd Bouamama Préface de Salah Hammouri, Éditeur Investig’Action  août 2024  (ISBN 978-2931166192)